# Lineus rufocaudatus
Lineus rufocaudatus är en djurart som tillhör fylumet slemmaskar, och som beskrevs av Heinrich Bürger 1892. Lineus rufocaudatus ingår i släktet Lineus och familjen Lineidae. Inga underarter finns listade i Catalogue of Life.